# Controle de constitucionalidade
O controle de constitucionalidade caracteriza-se, em princípio, como um mecanismo de correção presente em determinado ordenamento jurídico, consistindo em um sistema de verificação da conformidade de um ato (lei, decreto etc.) em relação à Constituição. Não se admite que um ato hierarquicamente inferior à Constituição confronte suas premissas, caso em que não haveria harmonia das próprias normas, gerando insegurança jurídica para os destinatários do sistema jurídico.
Para que um sistema jurídico funcione, pressupõe-se sua ordem e unidade, devendo as partes agir de maneira harmoniosa. O mecanismo de controle de constitucionalidade procura restabelecer a unidade ameaçada, considerando a supremacia e a rigidez das disposições constitucionais. Conforme ensina o jurista Calil Simão, o sistema de controle de constitucionalidade destina-se a analisar a lesão dos direitos e garantias previstos na Constituição de um país, objetivando assegurar a observância das normas constitucionais e, consequentemente, a sua estabilidade e preservação.

## Introdução
A definição de "controle de constitucionalidade" não é única. Quando se associa o conceito a um mecanismo de controle, este deve ser entendido em sentido estrito, já que demonstra as consequências comparativas de determinado ato para com a Constituição. No sentido estrito, a definição sempre implica reconhecer o afastamento, anulação, eliminação ou neutralização das normas contrárias à Constituição, sem possibilidade do ato incompatível ser preservado. Desta forma, uma definição ampla, sem vinculação necessária com as consequências da aplicação do Controle de Constitucionalidade, pode ser alternativa mais interessante à classificação do termo, entendendo este como o "juízo relacional que procura estabelecer uma comparação valorativamente relevante entre dois elementos, tendo, como parâmetro, a Constituição e, como objeto, a lei (sentido amplíssimo), os fatos do processo legislativo (regulamento procedimental) ou a omissão da fonte de produção do direito".
Independentemente do tipo de definição a ser adotada, a criação do mecanismo de Controle de Constitucionalidade só faz sentido quando inserida num sistema normativo organizado por uma regra central que confira validade às demais: a Constituição. As normas não existem de forma isolada, mas são unidas em um sistema, distribuindo-se ainda em camadas hierárquicas, que descem da norma fundamental até as normas individuais. Utilizando-se da metáfora proposta por Hans Kelsen, assim como um desenho piramidal, as normas obedecem uma estrutura escalonada, dispondo as normas superiores sobre a criação das inferiores, não podendo haver nenhuma norma válida que não tenha sido criada de acordo com o previsto em outra norma do sistema. A Constituição, no ápice da pirâmide, é a norma responsável por estabelecer a organização do Estado, a proteção de direitos individuais, as competências de cada ente da Federação, as premissas básicas de educação, família, meio-ambiente, dentre inúmeros outros tópicos. Mesmo que possa ser fruto de processos de aprovação distintos, de acordo com o sistema jurídico e as tradições de cada país (common law e civil law, por exemplo), por disciplinar, em caráter de superioridade, direitos, competências e formas organizacionais, suas diretrizes é que devem ser seguidas, devendo os demais atos infraconstitucionais não conflitar com as suas disposições. 
Conforme explica Calil Simão:
"A Constituição representa a base de todo ordenamento jurídico. É norma orientadora dos poderes constituídos. Para garantir essa função basilar e orientadora, ou seja, para assegurar que essa norma seja respeitada, surge o Sistema de Controle de Constitucionalidade."
Nesse sentido, ainda é preciso acrescentar duas premissas à existência do Controle de Constitucionalidade, quais sejam: a supremacia e a rigidez constitucionais. A supremacia, como acima exposto, traduz a posição hierárquica mais elevada da Constituição dentro do sistema e, além disso, para que possa figurar como parâmetro de validade à conferência dos demais atos, necessário é passar por um processo de elaboração diverso e mais complexo daquele aplicável aos demais atos. Essa rigidez leva à ideia de supremacia formal da Constituição. Assim, todo ato de concretização de direito infraconstitucional envolve operação mental automática de Controle de Constitucionalidade, pois o intérprete deve certificar-se da constitucionalidade de uma pretensão consubstanciada e exteriorizada via atos infraconstitucionais antes de aplicá-la.
Contudo, válida é a observação feita por Luís Roberto Barroso acerca da diferenciação terminológica entre o conceito de Jurisdição Constitucional e de Controle de Constitucionalidade. Muitos autores tendem a utilizar ambos os conceitos como se semelhantes fossem, o que não é verdadeiro. Jurisdição Constitucional designa a aplicação da Constituição por juízes e tribunais, podendo esta aplicação ser direta, quando a norma constitucional discipline, ela própria, determinada situação de vida, ou indireta, quando a Constituição sirva de referência para atribuição de sentido a uma norma infraconstitucional ou de parâmetro para sua validade, ou seja, o próprio Controle de Constitucionalidade. Deste modo, Jurisdição Constitucional pode ser caracterizada como uma espécie do gênero Controle de Constitucionalidade.

## Perspectiva Histórica

### MarburyversusMadison - O primeiro precedente
O primeiro caso judicial em que uma Suprema Corte, no caso a Suprema Corte norte-americana, afirmou seu poder de exercer o controle de constitucionalidade foi em Marbury v. Madison.
Em 1800, nas eleições presidenciais realizadas nos Estados Unidos, o então presidente federalista John Adams foi derrotado pela oposição republicana, perdendo representação tanto na esfera Legislativa quanto Executiva, sendo Thomas Jefferson o novo presidente. Com o intuito de manter sua influência política no Poder Judiciário, os federalistas, antes do término do mandato de John Adams, aprovaram uma lei de reorganização do Judiciário federal - The Circuit Court Act, visando reduzir o números de Ministros da Suprema Corte, impedindo que o presidente sucessor, Thomas Jefferson, nomeasse novos Ministros após a aposentadoria dos atuais. 
Em seguida, nova lei - o ato orgânico do distrito de Colúmbia - autorizou o presidente a nomear quarenta e dois juízes de paz, sendo todos confirmados pelo Senado na véspera da posse de Thomas Jefferson. Como ainda era presidente, em seu último dia efetivo, John Adams assinou os atos de investidura dos novos juízes de paz nomeados, cabendo ao seu Secretário de Estado, John Marshall, entregá-los. Em meio às pressões de final de mandato e sem tempo de entregar todas as nomeações, John Marshall não conseguiu concluir a sua tarefa e alguns juízes nomeados ficaram sem receber o ato de investidura, pois havia sido nomeado como presidente da Suprema Corte. 
Ao tomar posse, Thomas Jefferson indicou, como seu Secretário de Estado, James Madison, a quem caberia continuar a entrega dos atos de investidura. No entanto, por designação do próprio presidente, o Secretário Madison recusou-se a entregar os atos faltantes. Dentre os juízes não empossados no cargo estava William Marbury, que buscou ver seu direito judicialmente garantido, por meio de propositura de ação judicial - writ of mandamus. No meio tempo, os novos integrantes do Congresso, de maioria republicana, revogaram a lei de reorganização do Judiciário federal aprovada pelo presidente John Adams, extinguindo os cargos de juízes de paz criados e destituindo seus ocupantes. O pedido formulado por Marbury foi apreciado pela Suprema Corte, já em meio a um contexto politicamente conturbado, pois o presidente da Corte era o antigo Secretário de Estado, Marshall.
"O caso Marbury versus Madison foi a primeira decisão na qual a Suprema Corte afirmou seu poder de exercer o controle de constitucionalidade, negando aplicação a leis que, de acordo com sua interpretação, fossem inconstitucionais. Assinale-se, por relevante, que a Constituição não conferia a ela ou a qualquer outro órgão judicial, de modo explícito, competência dessa natureza."
Ao julgar o caso, a Suprema Corte buscou demonstrar que a inconstitucionalidade da lei não era a única cabível, visto que poderia ser reconhecida a incompetência da Corte ou o descabimento do writ of mandamus por outras razões, atribuição que decorreria logicamente do sistema. No voto elaborado por Marshall, a argumentação para indeferir o pedido de Marbury vinha da discussão da natureza das categorias de atos do Executivo, ou seja, que não eram passíveis de revisão judicial, sendo estes atos de natureza política e atos que a Constituição ou a lei houvessem atribuído a sua exclusiva discricionariedade. Deste modo, Marshall ainda enunciou três grandes fundamentos que justificam o controle de constitucionalidade, como segue: (i) a supremacia da Constituição, (ii) a nulidade da lei que contrarie a Constituição e (iii) é o Poder Judiciário o intérprete final da Constituição. De todo o modo, a decisão da Suprema Corte foi alvo de inúmeras críticas, como a influência das circunstâncias políticas no julgamento do Judiciário, vejamos o argumento de Barroso.
"Ao estabelecer a competência do Judiciário para rever os atos do Executivo e do Legislativo à luz da Constituição, era o seu próprio poder que estava demarcando, poder que, aliás, viria a exercer pelos trinta e quatro longos anos em que permaneceu na presidência da Corte. A decisão trazia, no entanto, um toque de inexcedível sagacidade política. É que as teses nela veiculadas, que em última análise davam poderes ao Judiciário sobre outros dois ramos de governo, jamais seriam aceitas passivamente por Jefferson e pelos republicanos do Congresso."
O processo constitucional norte-americano caracterizou-se como afeito à aproximação entre Direito e Política. A leitura moral e política da Constituição é o que norteia o problema da legitimidade das decisões constitucionais no processo constitucional norte-americano. Ronald Dworkin, conforme Newton de Oliveira Lima (2009), analisa numa visão jusfilosófica e histórica o processo constitucional dos EUA como sendo projetivo da metodologia da construction, a construção de jurisprudência constitucional a partir da mutação da doutrina do stare decisis (LIMA, 2009). Assim, o processo constitucional dos EUA é analisado como valorativo e político, levando a hermenêutica constitucional a um patamar de mutação do próprio texto da Constituição de 1787, como mostra Newton de Oliveira Lima em "Jurisdição constitucional e construção de direitos fundamentais no Brasil e nos Estados Unidos" (2009).

### Evolução histórica brasileira
Conforme Clèmerson Merlin Clève, a Constituição imperial de 1824 nada versava sobre a possibilidade de controle de constitucionalidade, uma vez que o direito brasileiro apenas sofria influência do pensamento inglês e francês. Entretanto, o controle foi introduzido, juntamente com profunda transformações jurídico-institucionais, pela Constituição republicana de 1891, seguindo os passos do Estados Unidos da América. Esse controle foi apenas incidental, difuso e sucessivo, isto é, sem ações que direcionassem a questão diretamente à Suprema Corte, como é o caso do controle concentrado. De acordo com Gilmar Ferreira Mendes, a figura prévia ao Controle asbtrato de Constitucionalidade, foi a representação interventiva.  
Na Constituinte de 1891, já fora discutida a possibilidade de outorgar ao Supremo Tribunal Federal a competência para conhecer da alegação de ofensa pelo Estado-Membro a determinados princípios da ordem federativa. Assim, explica o autor:
"O regime republicano inaugura uma nova concepção. A influência do Direito norte-americano sobre personalidades marcantes, como a de Rui Barbosa, parece ter sido decisiva para a consolidação do modelo difuso, consagrado já na chamada Constituição Provisória de 1890 (art. 58, § 1º, a e b).
E continua:
"A Constituição de 1891 incorporou essas disposições, reconhecendo a competência do Supremo Tribunal Federal para rever as sentenças das Justiças dos Estados, em última instância, quando se questionasse a validade ou a aplicação de tratados e leis federais e a decisão do Tribunal fosse contra ela, ou quando se contestasse a validade de leis ou atos federais, em face da Constituição ou das leis federais e a decisão do Tribunal considerasse válidos esses atos ou leis impugnadas (art. 59, § 1º a e b)."
Segundo Clèmerson Merlin Clève, a Constituição de 1934 manteve o controle difuso, incidental e sucessivo, mas introduziu importantes inovações ao sistema: 
"(i) Diante do art. 179, nos tribunais, a inconstitucionalidade somente poderia ser declarada pelo voto da maioria absoluta dos seus membros. A exigência tem como precedente a orientação firmada pela jurisprudência norte-americana; (ii) atribuiu (...), por outro lado, ao Senado Federal, - órgão incumbido de coordenar os Poderes da República entre si - competência para 'suspender a execução, no todo ou em parte, de qualquer lei ou ato, deliberação ou regulamento declarados inconstitucionais pelo Poder Judiciário'. Pretendeu o Constituinte (...) instituir uma fórmula para dar eficácia erga omnes às decisões definitivas do Supremo Tribunal Federal. E, finalmente, (iii) A Constituição de 1934 criou a representação interventiva, confiada ao Procurador Geral da República e sujeita à competência originária do Supremo Tribunal Federal."
Dessa forma, a decretação de intervenção federal ficava subordinada a prévia aferição judicial, ideia esta positiva na Constituição de 1934. Nos conflitos entre União e os Estados, foi introduzido processo especial perante o Supremo Tribunal Federal, que deveria ser iniciado mediante iniciativa do Procurador-Geral da República, conforme estabelecia o artigo 12, § 2º deste diploma legal.
A Constituição de 1946 também adotou, com modificações, o modelo de representação interventiva. Como aponta Gilmar Mendes, em vez da constatação da constitucionalidade da lei, deveria o Tribunal aferir diretamente a compatibilidade do direito estadual com os chamados princípios sensíveis. Mesmo que configurasse forma especial de composição de conflitos federativos, a jurisprudência e a doutrina brasileira caracterizaram esse processo como típico processo de controle abstrato de normas.
O controle de constitucionalidade só viria a sofrer inovação radical com a Emenda Constitucional número 16 de 1965, mas já sob o regime militar, tendo sido instituída a ação genérica de inconstitucionalidade, oferecendo competência ao Supremo Tribunal Federal para declarar a inconstitucionalidade de lei ou ato federal, mediante representação que lhe fosse encaminhada pelo Procurador-Geral da República.
Neste ponto, há que se chamar atenção para a dupla função exercida pelo Procurador-Geral da República até a promulgação da Constituição de 1988, exercendo o papel recomendado por Hans Kelsen de um advogado da Constituição (Verfassungsanwalt), como explicita Gilmar Mendes:
"Embora o constituinte tenha moldado o controle abstrato de normas segundo o modelo de representação interventiva, confiando a instauração do processo ao Procurador-Geral da República, convém assinalar que apenas na forma a nova modalidade de controle apresentava alguma semelhança com aquele processo de composição de conflitos entre o Estado e a União. Enquanto representação interventiva pressupunha uma alegação de ofensa (efetiva ou aparente) a um princípio sensível e, portanto, um peculiar conflito entre a União e o Estado, destinava-se o novo processo à defesa geral da Constituição contra leis inconstitucionais."
O controle abstrato de normas na Constituição de 1988 sofre significativas mudanças, principalmente com a ampliação do direito de propositura da ação direta. Anteriormente à Constituição de 1988, havia monopólio da ação direta de inconstitucionalidade apenas por parte do Procurador-Geral da República. A Constituição de 1988 ampliou o leque de legitimados à propositura da ação no art. 103, dentre eles: o Presidente da República, a Mesa do Senado Federal, a Mesa da Câmara dos Deputados, a Mesa da Assembleia Legislativa ou da Câmara Legislativa, o Governador do Estado ou do Distrito Federal, o Procurador-Geral da República, o Conselho Federal da Ordem dos Advogados do Brasil, partido político com representação no Congresso Nacional, as confederações sindicais ou entidades de classe de âmbito nacional.
Com esta modificação radical, segundo Gilmar Mendes, a Constituição de 1988 reduziu o significado do Controle de Constitucionalidade incidental ou difuso, ao ampliar, de forma, marcante, a legitimação para propositura da ação direta de constitucionalidade, permitindo que, praticamente, todas as controvérsias constitucionais relevantes sejam submetidas ao Supremo Tribunal Federal mediante processo de controle  abstrato de normas.
Acrescenta, nesse mesmo sentido, Fabiana Luci de Oliveira que o sistema de controle de constitucionalidade de leis adotado com a Constituição de 1988 é ainda híbrido porque, embora reserve, cada vez mais, para o Supremo Tribunal Federal, a função de julgar a constitucionalidade das leis (sistema concentrado), permite que os tribunais inferiores julguem casos de constitucionalidade, permanecendo válido o sistema difuso.

## Espécies de inconstitucionalidade[20]

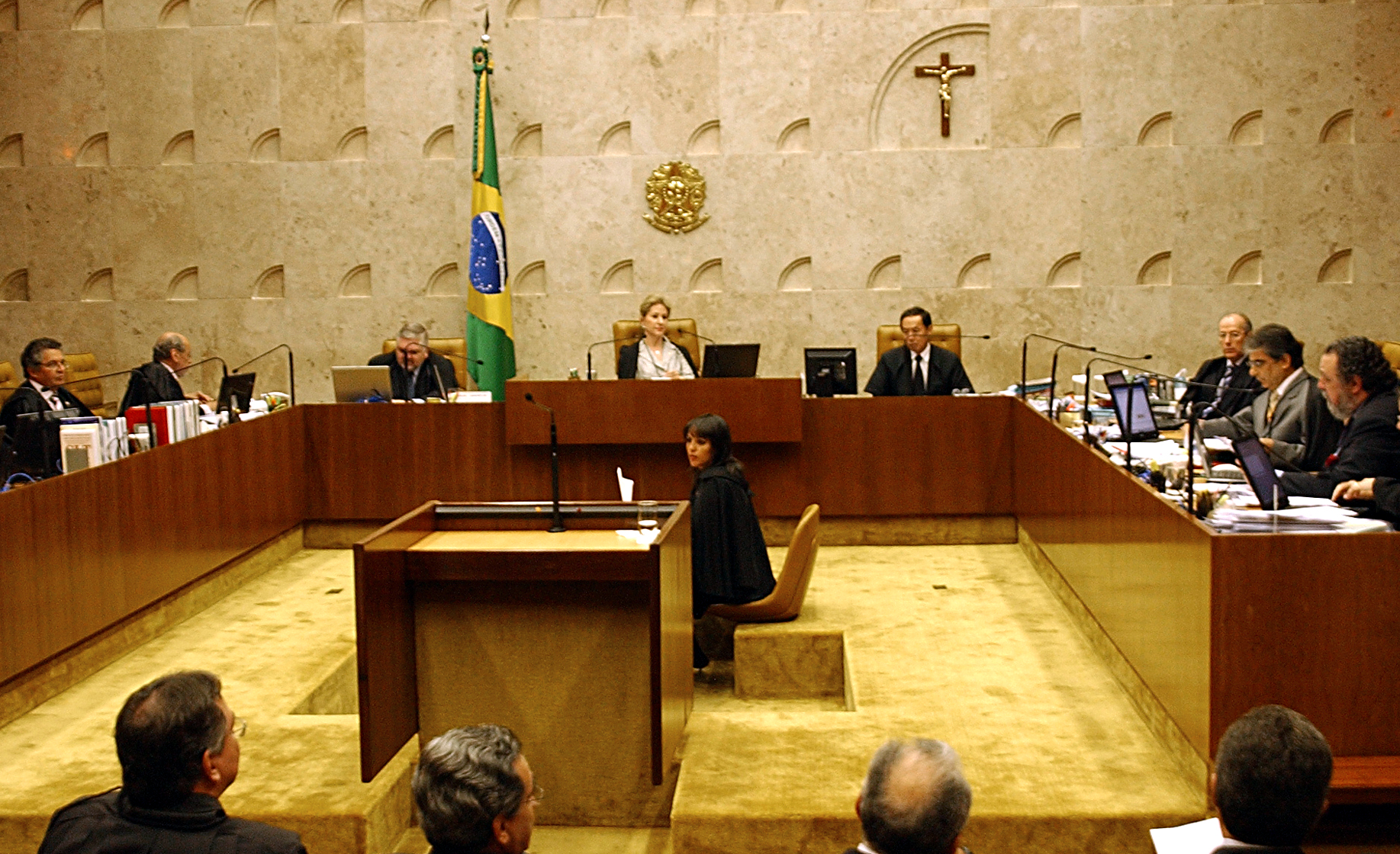
O Supremo Tribunal Federal brasileiro avaliando a constitucionalidade de uma norma.

Para se atestar a inconstitucionalidade de determinada norma, são necessários diferentes elementos ou critérios, que incluem o momento em que ela se verifica, o tipo de atuação estatal que a ocasionou, o procedimento de elaboração e o conteúdo da norma, dentre outros.

### Inconstitucionalidade por ação e por omissão
A Constituição é norma jurídica imperativa, que determina comandos, materializados em normas cogentes. Normas cogentes podem ter caráter proibitivo e preceptivo, vetando ou impondo determinados comportamentos. Nesse sentido, pode-se violar a Constituição praticando ato contrário ao que ela interdita ou deixando de praticar ato que prescreva.
A Constituição contém comandos (normas imperativas) que precisam ser obedecidos pelos endereçados. Os comandos dos constituintes podem ser proibições de se fazer algo ou instruções para se fazer algo. Nesse sentido, qualquer pessoa (física ou jurídica) que faz algo que a constituição proíbe ou que deixa de fazer algo que a constituição instrui está desobedecendo os comandos dos constituintes.

#### Inconstitucionalidade por ação
A inconstitucionalidade por ação abrange os atos legislativos incompatíveis com o texto constitucional, destinando-se a paralisar a eficácia ou a retirar do ordenamento um ato que foi praticado, uma lei inconstitucional. As condutas a serem controladas podem se originar de órgãos integrantes dos três Poderes do Estado, seja ato praticado por agente da administração pública, atos do Legislativo ou próprios do Judiciário

#### Inconstitucionalidade por omissão
A inconstitucionalidade por omissão refere-se à falta de ato que deixa de seguir norma programática estabelecida na Constituição, ou seja, não pode o Poder Executivo deixar de cumprir com determinadas prestações positivas que foram estipuladas constitucionalmente, como nas matérias de educação, saúde.
A inconstitucionalidade por omissão é justamente aquela que se dá quando há falta de medidas regulamentador do dispositivo constitucional de eficácia limitada.

### Inconstitucionalidade material e formal
A Constituição disciplina tanto o modo de produção de leis e demais atos, por meio da definição de competências e procedimentos, como determina condutas a serem seguidas, enuncia valores a serem preservados, denotando sua dimensão substantiva. Assim, a inconstitucionalidade formal decorre da criação de um ato legislativo em desconformidade com normas de competência e os procedimentos estabelecidos para o seu devido ingresso no ordenamento jurídico e a inconstitucionalidade material refere-se ao conteúdo do ato infraconstitucional, ou seja, quando este contrariar norma substantiva da Constituição, seja uma regra ou princípio. 

#### Inconstitucionalidade formal
Ainda é possível diferenciar diferentes modalidades de inconstitucionalidade formal. A primeira refere-se ao vício de forma, quando não houve obediência à regra de competência para a edição do ato, denominada de inconstitucionalidade orgânica. Como exemplo, pode-se citar a edição de lei em matéria penal pela Assembleia Legislativa de um Estado da Federação. A Assembleia terá violado competência expressa na Constituição, que determina à União legislar sobre matéria penal. A inconstitucionalidade formal propriamente dita somente ocorreria caso houvesse inobservância do processo legislativo próprio.

#### Inconstitucionalidade material
Este tipo de inconstitucionalidade expressa a incompatibilidade de conteúdo, substantiva, entre a lei ou ato normativo e a Constituição. Não existe a possibilidade de a norma continuar a existir. Cita-se, como exemplo, a Emenda Constitucional 24 de 1999, que eliminou a figura do juiz classista nos Tribunais Regionais do Trabalho. Com esta alteração, os dispositivos da Consolidação das Leis do Trabalho que cuidavam da designação dos juízes representantes classistas já não podiam existir validamente.
A inconstitucionalidade material, em sentido amplo, é a desconformidade do conteúdo dos atos dos poderes públicos com o conteúdo da constituição. Em sentido restrito, a inconstitucionalidade material é a desconformidade do conteúdo dos atos normativos com o conteúdo da constituição.

### Inconstitucionalidade total e parcial
A inconstitucionalidade será total quando atacar a íntegra do diploma legal objeto de discussão ou parcial, quando recair apenas sobre alguns ou um único dispositivo, fração e até mesmo sobre uma palavra. Se parcial for, é possível que o texto não prejudicado ainda conviva em perfeita harmonia com o ordenamento. A inconstitucionalidade resultante de vício formal, por defeito de incompetência ou procedimento será total, por resultar de problema no nascimento da norma. Por sua vez, a inconstitucionalidade material pode recair sobre a totalidade do ato normativo ou, parcialmente, sobre a parte viciada.

### Inconstitucionalidade direta e indireta
Entende-se por inconstitucionalidade direta a afronta imediata entre o ato impugnado e a Constituição e indireta quando o ato objeto de discussão, antes de ser analisado sob a ótica da Constituição, conflita com o ordenamento jurídico positivado.

### Inconstitucionalidade originária e superveniente
A inconstitucionalidade originária resulta de defeito congênito da lei, ou seja, no momento de ingresso no mundo jurídico, já era incompatível com a Constituição que estava em vigor. Já, quando superveniente, o conflito será resultado da incompatibilidade entre norma já existente e nova Constituição. 

### Interpretação judicial divergente ou interpretação não textualista
A "Interpretação judicial divergente" ou "interpretação não textualista" refere-se a uma abordagem na qual os tribunais interpretam uma lei, incluindo a Constituição, de uma maneira que pode diferir do significado literal ou original das palavras. Isso significa que os juízes podem considerar fatores como intenções subjacentes, contexto histórico, implicações sociais e evolução da sociedade ao interpretar as leis. Essa abordagem contrasta com a "interpretação textualista" ou "originalista", que enfatiza a compreensão do significado exato das palavras e frases no momento em que a lei foi escrita ou adotada. A interpretação não textualista reconhece que os textos legais muitas vezes são ambíguos ou podem não abranger completamente as complexidades modernas, e os tribunais podem aplicar uma interpretação que reflita melhor os princípios e valores atuais. A interpretação não textualista pode ser usada quando os tribunais acreditam que os resultados da interpretação estrita do texto não seriam justos ou práticos em certos contextos. Isso permite uma certa flexibilidade na aplicação da lei, mas também pode levar a debates sobre a autoridade dos tribunais para "legislar" por meio da interpretação.   

## Modalidades de controle de constitucionalidade[24]
Identificam-se três grandes modelos de controle de constitucionalidade no constitucionalismo moderno, sendo eles o americano, o austríaco e o francês. Foi a partir destas matrizes que surgiram variações adaptadas a cada ordenamento jurídico, de acordo com as suas particularidades.
A título de curiosidade, o modelo americano, como já demonstrado acima, pauta-se pelo controle difuso exercido por todos os juízes e tribunais, no desempenho ordinário de suas funções. O modelo austríaco, cujo marco foi a Constituição de 1920, cria um órgão próprio responsável por julgar apenas a constitucionalidade das leis, desta forma, se algum juiz de outras instâncias perceber que a matéria refere-se à inconstitucionalidade de leis, automaticamente, deverá remeter a questão à Corte Constitucional. Já, o que chama atenção no sistema francês é o seu caráter não jurisdicional e prévio, sendo exercido pelo Conselho Constitucional.

### Quanto à natureza do órgão de controle

#### Controle político
Como a própria denominação indica, controle político refere-se à fiscalização por órgão que não seja o Judiciário, ligado de modo direto ao Parlamento, aproximando-se da experiência francesa, pode ser através do Poder Legislativo (CCJ - Comissão de Constitucionalidade e Justiça) ou pelo Poder Executivo (Presidente).

#### Controle judicial
O primeiro precedente judicial que versou sobre o tema de controle de constitucionalidade foi o caso julgado pela Suprema Corte norte-americana, Marbury v. Madison. O juiz Marshall em seu voto estipulou que a revisão judicial - judicial review era fruto do próprio sistema, pois, sendo a Constituição lei suprema, qualquer ato que a viole ou lhe seja incompatível é nulo. Se houvesse delegação da competência de controlar ao atos ao próprio Poder Legislativo e não ao Judiciário, haveria problema sério de divisão de poderes, já que um mesmo órgão produziria e fiscalizaria seus atos. Diferente é o modelo criado por Hans Kelsen para a Áustria e que culminou em grande adesão de países da Europa Ocidental. Neste, existe uma Corte específica, a Corte Constitucional, responsável por concentrar a análise do controle de constitucionalidade de atos. No Brasil, existe uma combinação do modelo Austríaco e do modelo americano.

### Quanto ao momento de exercício do controle

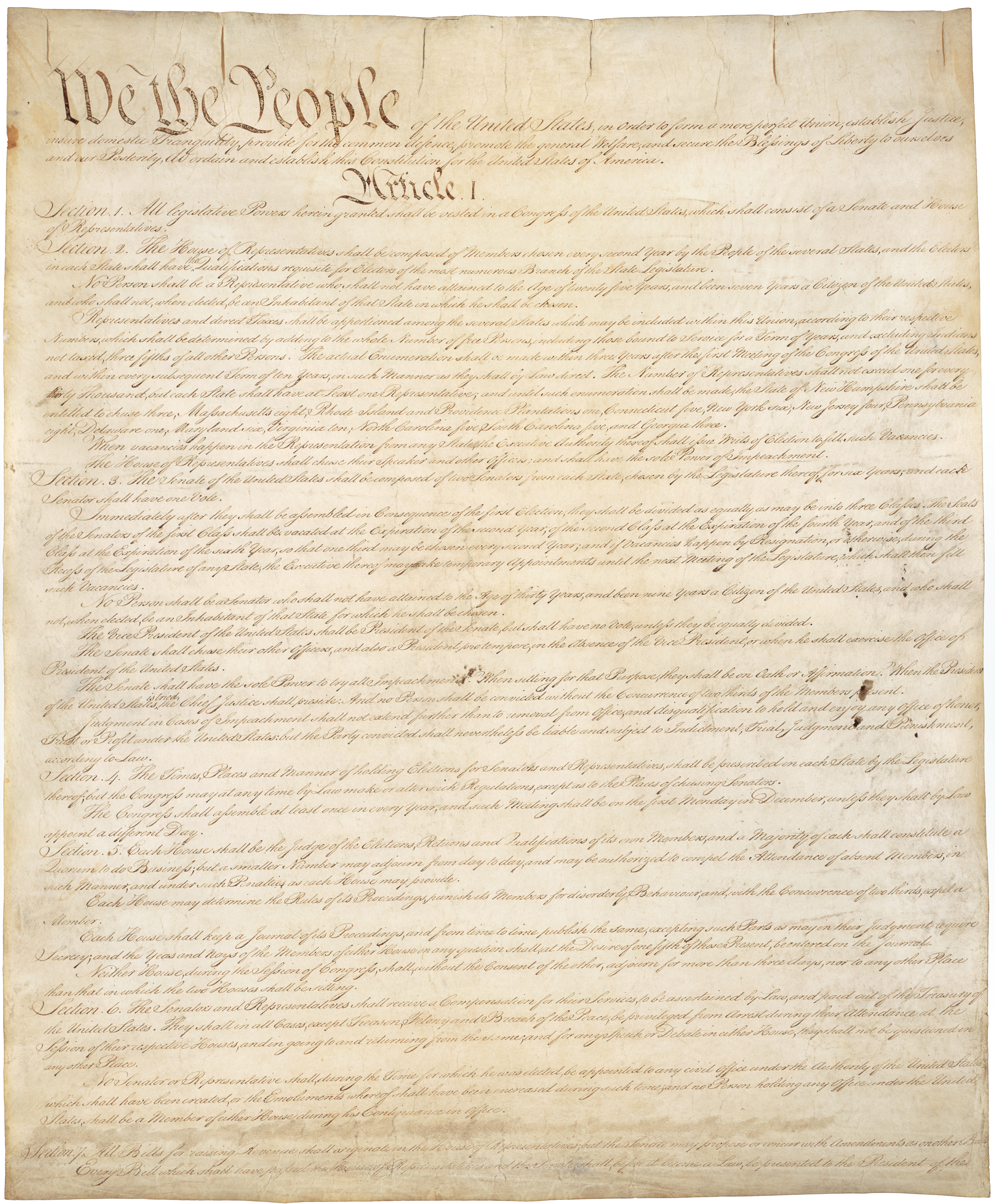
Constituição dos Estados Unidos, país que primeiro adotou o controle difuso de constitucionalidade.

#### Controle preventivo
Caracteriza-se por ser um controle a priori, ou seja, realizado anteriormente à vigência do projeto de lei que afronta a Constituição, seja formalmente ou materialmente. Esta é a forma típica de atuação do Conselho Constitucional francês, que, de outra forma, também ocorre no Brasil, por meio das comissões de constituição e justiça existente nas Casas do Poder Legislativo e pela possibilidade de veto por parte do Poder Executivo.

#### Controle repressivo
É o controle feito a posteriori, quando a lei já passa pela etapa de validade e vigência, sem, contudo, estar efetivamente eficaz. No Brasil, o controle é feito pelo Poder Judiciário, que por provocação, deverá julgar o objeto da demanda de inconstitucionalidade.

### Quanto ao órgão judicial que exerce o controle

#### Controle difuso ou concreto
O controle difuso permite que qualquer juiz ou tribunal reconheça a inconstitucionalidade de determinado ato jurídico, tendo como origem o caso Marbury v. Madison, diferenciando-se do sistema austríaco, em que apenas a Corte Constitucional detém poder para tanto. No Brasil o controle difuso faz-se presente desde a primeira Constituição Republicana, assim, qualquer juiz de primeiro grau, bem como Ministros do Supremo Tribunal Federal detém competência para declarar a inconstitucionalidade de lei ou ato.
Caberá ao Supremo Tribunal Federal julgar recurso extraordinário contra decisão inferior que “julgue válida lei local contestada em face da lei federal”.

#### Controle concentrado ou abstrato
Conforme o próprio nome explicita, concentrado é o tipo de controle feito apenas por um órgão, cuja função é unicamente a de versar sobre a constitucionalidade das leis. O exemplo típico é a Corte Constitucional austríaca, estabelecida pela Constituição deste país em 1920, idealizada por Hans Kelsen. No Brasil, existe a possibilidade de controle concentrado perante o Supremo Tribunal Federal, desde 1965, quando a Emenda Constitucional n.º 16 estabeleceu poderes ao Procurador-Geral da República para questionar matérias inconstitucionais diretamente na última instância do ordenamento jurídico.
No Brasil, existem cinco espécies de controle concentrado de constitucionalidade: a Ação declaratória de constitucionalidade (ADC), a Ação Direta de Inconstitucionalidade (ADI), a Ação Direta de Inconstitucionalidade por Omissão (ADI por omissão), a Ação Direta Interventiva (ou Representação Interventiva) e a Arguição de Descumprimento de Preceito Fundamental (ADPF).

### Quanto à forma ou modo de controle judicial

#### Controle por via incidental
Feito pelo Juiz de primeiro grau, o qual decide se a lei se aplica ou não, de acordo com o que o mesmo entende.

#### Controle por via principal ou ação direta
Também conhecido por controle mediante ação ou abstrato dele. 
No Brasil, a ADI, ADC, ADI por Omissão e a ADPF deverão ser movidas apenas por alguns órgãos legitimados perante o Supremo Tribunal Federal, conforme o artigo 103 da Constituição Federal: 
I - o Presidente da República;
II - a Mesa do Senado Federal;
III - a Mesa da Câmara dos Deputados;
IV - a Mesa de Assembleia Legislativa ou da Câmara Legislativa do Distrito Federal;
V - o Governador de Estado ou do Distrito Federal;
VI - o Procurador-Geral da República;
VII - o Conselho Federal da Ordem dos Advogados do Brasil; 
VIII - partido político com representação no Congresso Nacional;
IX - confederação sindical ou entidade de classe de âmbito nacional.
No âmbito estadual, os legitimados ativos encontram-se nas Constituições Estaduais, sendo, em geral, os seguintes:
I - Governador
II - Deputado estadual
III - Procurador de Justiça
IV - Conselho Seccional da Ordem dos Advogados do Brasil
V - Prefeito
VI - Partido político com representação na Assembleia Legislativa
Em rápida pesquisa nessas Constituições Estaduais, verifica-se que, conquanto todos os Estados-membros da Federação brasileira prevejam a Ação Direta de Inconstitucionalidade,  apenas as Constituições dos Estados do Rio Grande do Norte, Mato Grosso do Sul e Alagoas preveem a Arguição de Descumprimento de Preceito Fundamental. 

### Obras consultadas
- Barroso, Luís Roberto; Marcelo Alexandrino (2008). O controle de constitucionalidade no direito brasileiro: exposição sistemática da doutrina e análise crítica da jurisprudência. Editora Saraiva 3. ed. São Paulo: [s.n.] ISBN 978-85-02-06970-1
- Clève, Clèmerson Merlin (2000). A Fiscalização Abstrata de Constitucionalidade no Direito Brasileiro. Revista dos Tribunais 2. ed. São Paulo: [s.n.] ISBN 85-203-1790-1
- Clève, Clèmerson Merlin. Doutrina, Processos e Procedimentos: Direito Constitucional. São Paulo: Revista dos Tribunais, 2015.
- Costa, Alexandre; Carvalho, Alexandre & Farias, Felipe (2016). Controle de Constitucionalidade no Brasil: eficácia das políticas de concentração e seletividade. Direito GV, v.12, n.1, pp. 155-187. (São Paulo [s.n.]). ISSN 2317-6172.
- Dimoulis, Dimitri; Lunardi, Soraya (2011). Curso de Processo Constitucional: Controle de constitucionalidade e remédios constitucionais. Editora Atlas S.A. São Paulo: [s.n.] ISBN 978-85-224-6299-5
- LIMA, Newton de Oliveira. Jurisdição constitucional e construção de direitos fundamentais no Brasil e nos Estados Unidos. São Paulo: MP editora, 2009. ISBN 978-85-7898-015-3
- Silva, José Afonso (2011). O Constitucionalismo Brasileiro (Evolução Institucional). Editora Método 1. ed. São Paulo: [s.n.] ISBN 978-85-392-0089-4
- Vicente Paulo; Marcelo Alexandrino (2009). Resumo de direito constitucional descomplicado. Editora Método 2. ed. São Paulo: [s.n.] ISBN 978-85-309-2842-1
- Calil Simão (2010). Elementos do sistema de controle de constitucionalidade. Editora SRS 1. ed. São Paulo: [s.n.] 224 páginas. ISBN 978-85-98030-75-3
- Gilmar Ferreira Mendes (2009). Jurisdição Constitucional - O Controle Abstrato de Normas no Brasil e na Alemanha. Editora Saraiva 5. ed. São Paulo: [s.n.] ISBN 978-85-02-05073-0
- Gilmar Ferreira Mendes (2006). Direitos Fundamentais e Controle de Constitucionalidade. Editora Saraiva 3. ed. São Paulo: [s.n.] ISBN 85-02-04676-4
- Fabiana Luci de Oliveira (2011). Justiça, Profissionalismo e Política. O STF e o controle de constitucionalidade das leis no Brasil. FGV Editora 1. ed. São Paulo: [s.n.] ISBN 978-85-225-0940-9
- Saul Tourinho Leal (2012). Controle de Constitucionalidade Moderno. Editora Impetus 2. ed. São Paulo: [s.n.] ISBN 978-85-7626-528-3

## Leituras de Aprofundamento
1. DIMOULIS, Dimitri; LUNARDI, Soraya. Curso de Processo Constitucional. São Paulo:Editora Atlas, 2013, pgs. 93 - 116.
2. LIMA, Newton de Oliveira. Jurisdição constitucional e construção de direitos fundamentais no Brasil e nos Estados Unidos. São Paulo: MP editora, 2009.
3. FERREIRA MENDES, Gilmar. GONET BRANCO, Paulo Gustavo. Curso de Direito Constitucional. São Paulo: Saraiva, 2014, pgs. 1.132 - 1.164.
4. CHAVES, Charley Teixeira. Direito processual constitucional: a fiscalidade da constitucionalidade (ADI, ADC, ADPF, ADO, MI, HC HD e MS) -- 4ª ed. -- Belo Horizonte: Editora D’Plácido, 2016.
5. BARROSO, Luís Roberto.; Marcelo Alexandrino (2008). O controle de constitucionalidade no direito brasileiro: exposição sistemática da doutrina e análise crítica da jurisprudência. Editora Saraiva 3.ed. São Paulo
6. FERNANDES, Eric. Omissões inconstitucionais e seus instrumentos de controle 1ª ed. São Paulo: Editora JusPODIVM, 2017.
7. DE FARIA GURGEL, Luiz Alberto. Controle da constitucionalidade na omissão legislativa: instrumentos de proteção judicial e seus efeitos. Editora Juruá, 2001.